# Klaus Kaindl
Klaus Kaindl är en österrikisk lingvist och översättningsforskare. Han är professor i översättningsvetenskap vid Zentrum für Translationswissenschaft (Centrum för översättningsvetenskap) vid Wiens universitet.

## Vetenskaplig karriär
Klaus Kaindl studerade översättning vid Wiens universitet och tog examen 1988 med en magisterexamen i filosofi. Klaus Kaindl har varit anställd vid Centret för översättningsvetenskap (tidigare Institutet för översättar- och tolkutbildning) vid Wiens universitet sedan 1990. 1993 doktorerade han i filosofi med Mary Snell-Hornby som handledare. År 2000 kvalificerade han sig som docent för översättningsvetenskap vid Wiens universitet med avhandlingen "Übersetzungswissenschaft im interdisziplinären Dialog: Am Beispiel der Comicübersetzung" (Översättningsvetenskap i tvärvetenskaplig dialog: serieöversättning som exempel).

## Forskning
Klaus Kaindl sysslar främst med förment marginella ämnen inom översättningsvetenskap, såsom översättning av serier, operor och populärmusik. Översättningsteori, litterär översättning, översättningskritik och jämförande översättningsvetenskap samt analys av fiktiva översättarfigurer är också bland hans forsknings- och undervisningsinriktning.

## Gästprofessurer
- Juli 1994: CERA (ordförande för översättning, kommunikation och kulturer) KU Leuven /Belgien
- Oktober 2001 – mars 2003: Institut für Translationswissenschaft (Institutet för översättningsvetenskap), Innsbrucks universitet
- Mars – juni 2006: Institut für Theoretische und Angewandte Translationswissenschaft (Institutet för teoretiska och tillämpade översättningsstudier), Universitet Graz

## Publikationer (urval)[2]
- Translation Studies - An interdiscipline, Amsterdam: John Benjamins 1994; (med Mary Snell-Hornby och Franz Pöchhacker)
- Die Oper als Textgestalt: Perspektiven einer interdisziplinären Übersetzungswissenschaft, Tübingen: Stauffenburg 1995 (= Studien zur Translation, vol. 2)
- Translation as Intercultural Communication, Amsterdam: John Benjamins 1997; (med Mary Snell-Hornby och Zuzana Jettmarovà)
- Translationswissenschaft. Festschrift für Mary Snell-Hornby zum 60. Geburtstag, Tübingen: Stauffenburg 2000; (med Mira Kadric och Franz Pöchhacker)
- Übersetzungswissenschaft im interdisziplinären Dialog: Am Beispiel der Comicübersetzung, Tübingen: Stauffenburg 2004
- Translatorische Methodik, Wien: Facultas 2005, 5:e reviderade upplagan 2012; (med Mira Kadric och Michèle Kaiser-Cooke)
- Machtlos, selbstlos, meinungslos? Interdisziplinäre Analysen von ÜbersetzerInnen und DolmetscherInnen in belletristischen Werken, Wien: LIT 2010; (med Ingrid Kurz)
- Transfiction. Research into the Realities of Translation Fiction, Amsterdam: John Benjamins 2014 (med Karlheinz Spitzl)
- Berufsziel Übersetzen und Dolmetschen: Grundlagen, Ausbildung, Arbeitsfelder. Tübingen: Francke (UTB 4454) 2016 (med Mira Kadric)
- Queering Translation - Translating the Queer: Theory, Practice, Activism. London/New York: Routledge 2018 (med Brian J. Baer)
- Translatorische Methodik. Helt omarbetad och utökad 6. utgåva. Wien: Facultas 2019 (med Mira Kadric och Karin Reithofer)
- Literary Translator Studies, Amsterdam: John Benjamins 2021; (med Waltraud Kolb och Daniela Schlager)